# Kỳ giông Odaigahara
Hynobius boulengeri (tên tiếng Anh: Odaigahara Salamander) là một loài kỳ giông thuộc họ Hynobiidae.
Đây là loài đặc hữu của Nhật Bản.
Môi trường sống tự nhiên của chúng là rừng ôn đới, sông ngòi, và suối nước ngọt.
Chúng hiện đang bị đe dọa vì mất môi trường sống.